# Sébastien Érard
Sébastien Érard (fr; 5 de abril de 1752 – 5 de agosto de 1831) foi um instrumento francês que se especializou na produção de pianos e harpas, desenvolvendo as capacidades de ambos os instrumentos e sendo pioneiro do piano moderno.

## Biografia
Érard nasceu em Estrasburgo. Quando menino, demonstrou grande aptidão para geometria prática e desenho arquitetônico, e na oficina de seu pai, que era estofador, encontrou oportunidade para exercitar precocemente sua engenhosidade mecânica. Aos dezesseis anos, seu pai faleceu, e ele se mudou para Paris, onde obteve emprego com um construtor de cravos. Ali, sua notável habilidade construtiva, embora rapidamente provocasse ciúmes de seu mestre e resultasse em sua dispensa, quase imediatamente atraiu a atenção de músicos e fabricantes de instrumentos musicais de renome. (A Enciclopédia Britânica informa que ele construiu seu primeiro pianoforte em 1780.)

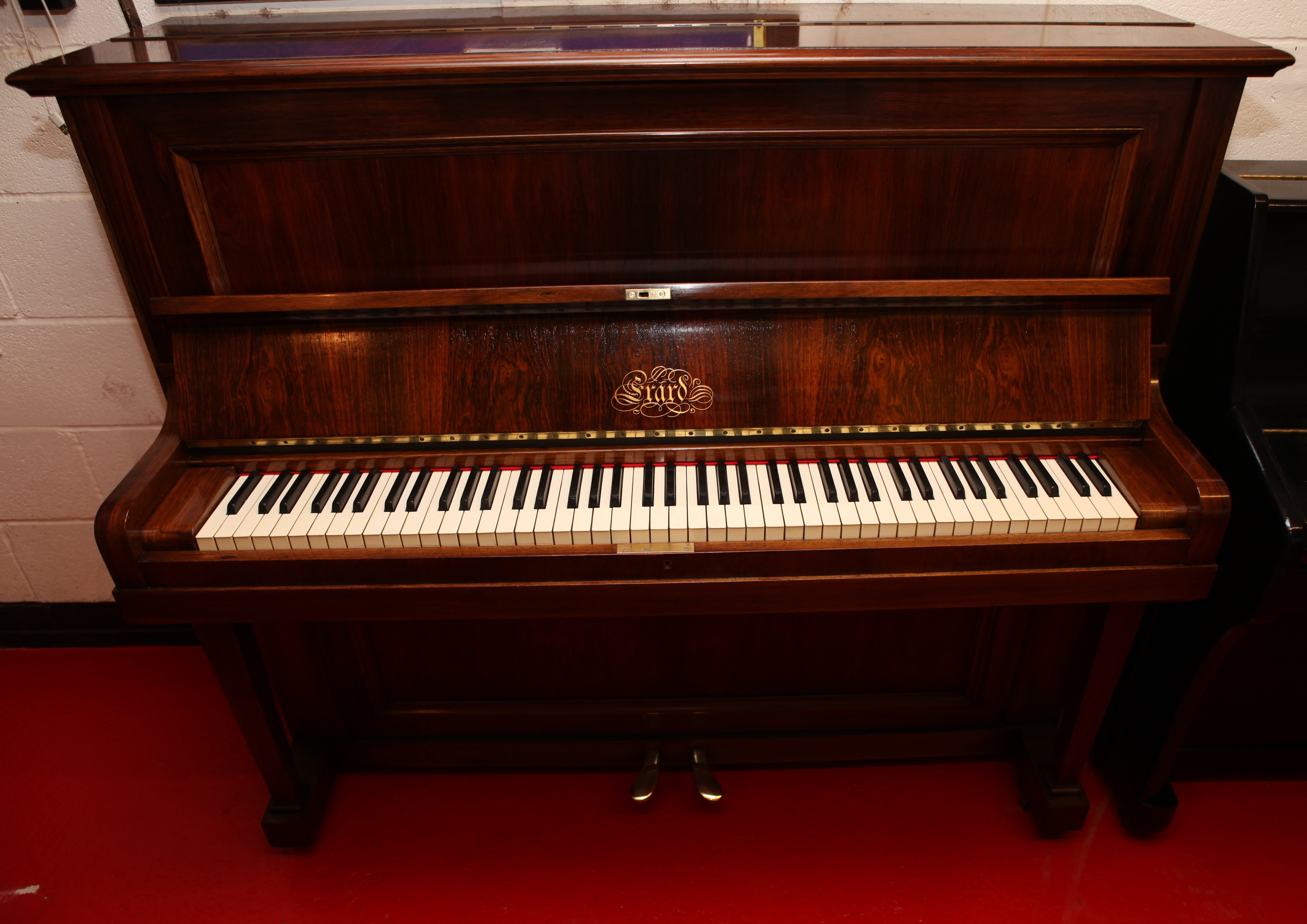
Piano vertical Érard de 1914, fabricado em Londres

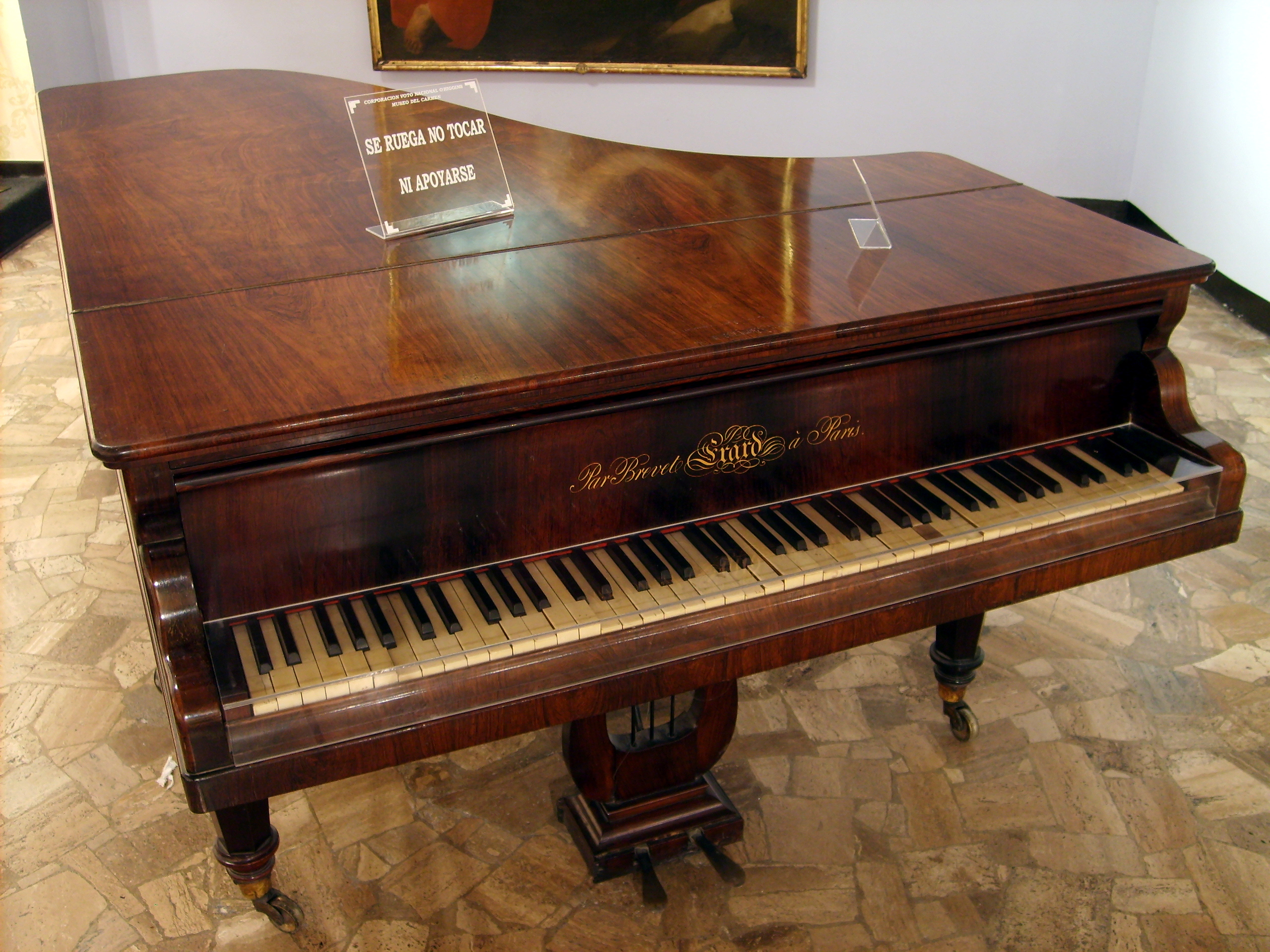
Piano Érard de Andrés Bello no "Museo del Carmen de Maipú", Chile

Antes de completar vinte e cinco anos, ele abriu seu próprio negócio, tendo como primeiro ateliê um quarto no hotel da duquesa de Villeroi, que lhe ofereceu grande apoio. Ele construiu seu primeiro pianoforte em 1777 em sua fábrica em Paris, transferindo-se quinze anos depois para um imóvel na Great Marlborough Street, em Londres, para escapar da Revolução Francesa – sua fama crescente e diversas encomendas, como as de Luís XVI e Maria Antonieta, o haviam colocado em risco.
Retornando a Paris em 1796, logo em seguida ele introduziu pianofortes de cauda, feitos ao estilo inglês, com aprimoramentos de sua autoria. Em 1808, visitou novamente Londres, onde, dois anos depois, produziu sua primeira harpa de movimento duplo. Antes disso, havia feito várias melhorias na fabricação de harpas, mas o novo instrumento foi um grande avanço em relação a qualquer outro que ele tivesse produzido antes e obteve tal reputação que, por algum tempo, ele se dedicou exclusivamente à sua fabricação. Consta que, no ano seguinte à invenção, ele produziu harpas no valor de £ 25 000. Em 1812, voltou a Paris e continuou a se dedicar ao aperfeiçoamento dos dois instrumentos aos quais seu nome está associado. Em 1823, coroou seu trabalho ao produzir seu modelo de pianoforte de cauda com escape duplo. Érard faleceu em Passy, situado no XVIe arrondissement, na Margem Direita.

## Patentes para a harpa

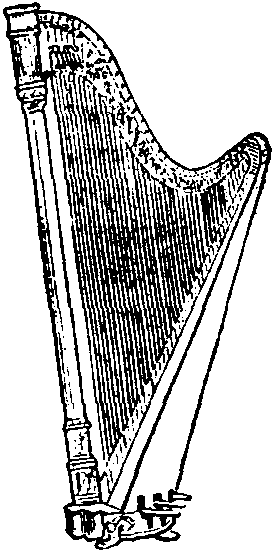
Uma harpa Érard

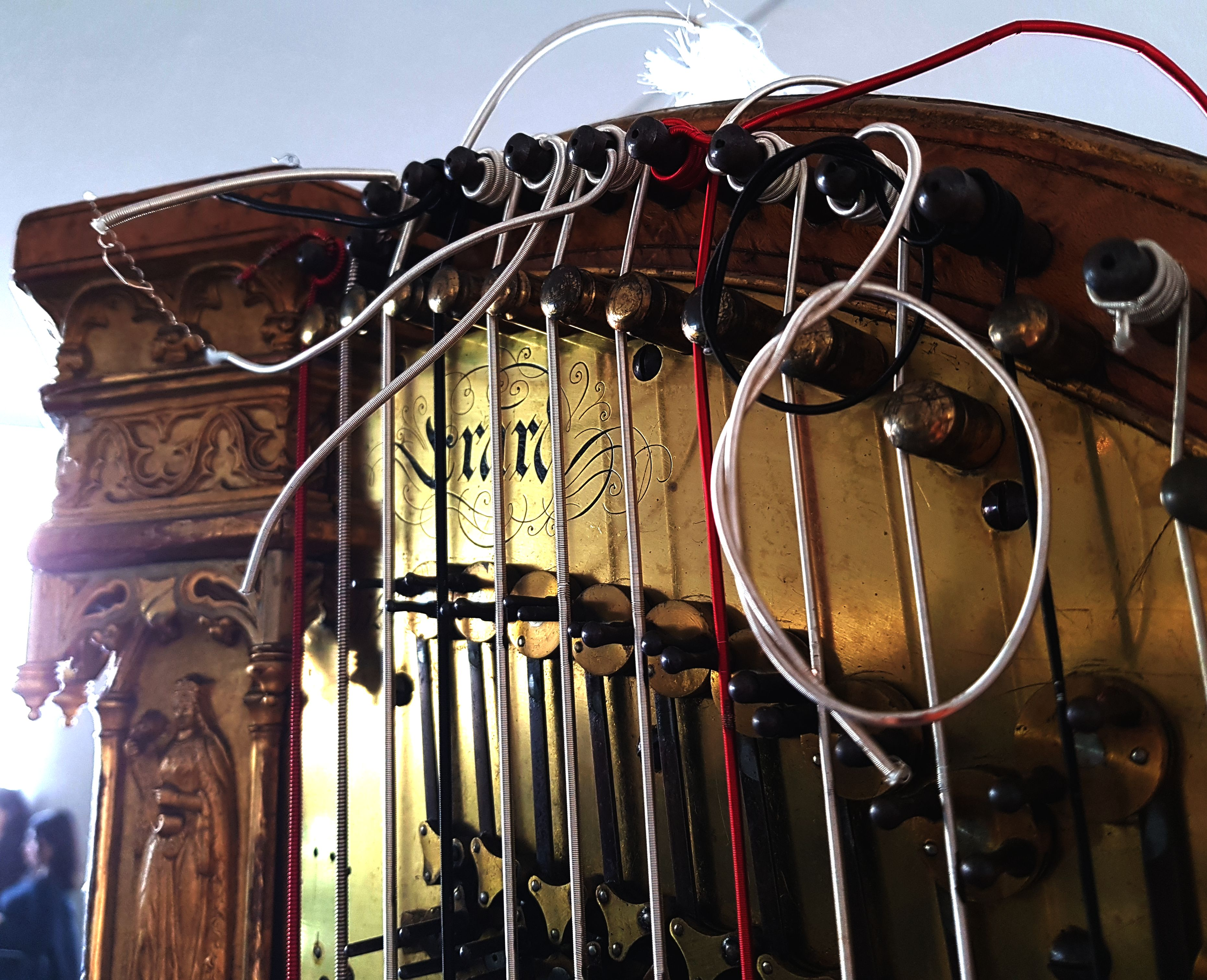
Mecanismo de uma harpa Érard

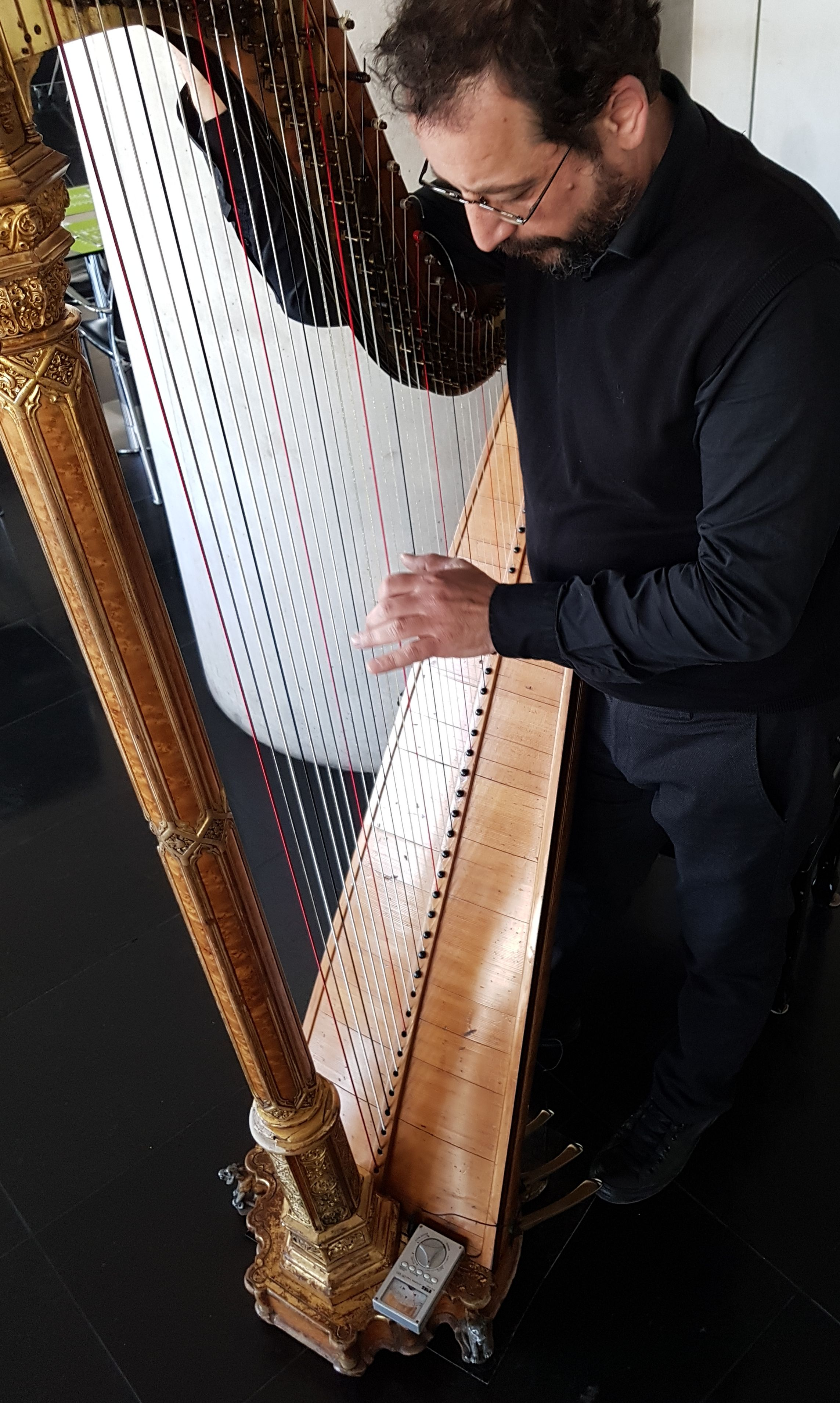
Afinação de uma harpa Érard (usando Korg OT-120 Wide 8 Octave Orchestral Digital Tuner)

Em novembro de 1794, Érard registrou a primeira patente inglesa para uma harpa (Improvements in Pianofortes and Harps, patent no. 2016), um instrumento de ação simples bastante aperfeiçoado (com afinação em Mi bemol) que podia ser tocado em oito tonalidades maiores e cinco menores graças ao engenhoso mecanismo de garfo que permitia encurtar as cordas em um semitom.
O sistema de sete pedais de “movimento duplo” de Érard para a harpa (aperfeiçoado e patenteado no verão de 1810, Patent no 3332) possibilita encurtar cada corda em um ou dois semitons, criando um tom inteiro. Esse mecanismo, ainda utilizado pelos fabricantes modernos de harpas de pedal, permite que um harpista toque em qualquer tonalidade ou configuração cromática. Foi uma inovação tão popular que Érard vendeu o equivalente a £ 25 000 em harpas no primeiro ano de lançamento do novo instrumento.
Uma dessas harpas pode ser vista no Museum für Kunst und Gewerbe em Hamburgo, na Alemanha.

## Patentes para o piano
A ação do piano de cauda de Érard (patente inglesa no 4,631, 1821) é a precursora daquelas usadas em pianos de cauda modernos. A alavanca de repetição nesses mecanismos de “escape duplo” permite repetir notas mais facilmente do que em ações simples. Esse é apenas um dos muitos aprimoramentos de Érard ainda encontrados nos pianos modernos – por exemplo, Érard foi o primeiro fabricante em Paris a colocar pedais no piano, e seu instrumento possuía vários pedais. Havia o pedal de sustentação usual, um para deslocamento da ação, um celeste e um pedal de fagote (que pressionava couro contra as cordas para fazê-las vibrar produzindo um zumbido). Uma alavanca de joelho movia a ação mais do que o pedal de deslocamento, fazendo com que os martelos atingissem apenas uma corda. Outras patentes de piano de Érard tratam principalmente de aspectos técnicos do mecanismo do teclado, da tábua harmônica e do sistema de afinação; praticamente todas essas inovações foram mantidas no projeto de piano atual.

## Artistas notáveis da Érard

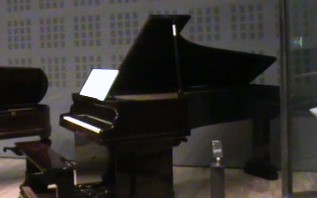
Piano-pédalier Érard de Charles-Valentin Alkan, atualmente no Musée de la musique, Paris

Os pianos Érard também foram amplamente apreciados por grandes músicos – Alkan, Beethoven, Chopin, Fauré, Haydn, Herz, Liszt, Mendelssohn, Moscheles, Clara Schumann, Wagner, Verdi e Ravel estão entre alguns dos compositores famosos que possuíam pianos Érard. Em certo momento de sua carreira, Paderewski viajava em turnês de concerto com seu próprio piano Érard.
Conta-se que Franz Liszt tocava em um piano Érard de seis oitavas em Paris. A empresa Érard o colocou sob contrato por volta dessa época até 1825, então, quando ele excursionou pela Inglaterra, eles o patrocinaram e ele tocou seus pianos.
Em 2017, Daniel Barenboim apresentou um piano com cordas de baixo esticadas em linha reta, inspirado no piano Érard de Liszt e desenvolvido com a ajuda de Chris Maene, que também o construiu. Barenboim valoriza sua clareza de tom e o maior controle sobre a qualidade (ou cor) tonal. Em 2019, Barenboim se apresentou nesse piano em um concerto com a Orquestra Filarmônica de Berlim.

## Na literatura
O piano de cauda Érard foi destaque na trama de The Piano Tuner, de Daniel Mason.
Men, Women and Pianos. A Social History por [Arthus Loesser], 1954 [Dover Publications]  Pianos and their Makers, [Alfred Dolge] 1972, [Dover Publications], capítulo 3, p. 251–4
Em Madame Bovary, de Flaubert, Emma desiste de tocar piano ao perceber que nunca será capaz de tocar um concerto em um “piano d’Erard”, que Francis Steegmuller [Penguin] traduz como “grand piano” [Wikisource em francês, página 88].
Em Barchester Towers, de Trollope, o arcediago Grantly, no capítulo final, presenteia seu genro com um piano Érard.